# Phaecadophora acutana
Phaecadophora acutana är en fjärilsart som beskrevs av Walsingham 1900. Phaecadophora acutana ingår i släktet Phaecadophora och familjen vecklare. Inga underarter finns listade i Catalogue of Life.